# 日本國民健康保險
國民健康保險是日本的公辦醫療保險制度。在日本，如果沒有健康保險而接受診療，會被要求支付高額的醫療費。持有在日本就業資格且在公司就職的外國人及其家人，可以利用在公司加入的社會保險；除此以外的人，則加入國民健康保險。加入國民健康保險則給付診療費的70％，支付餘下的30％費用就可以接受診療。

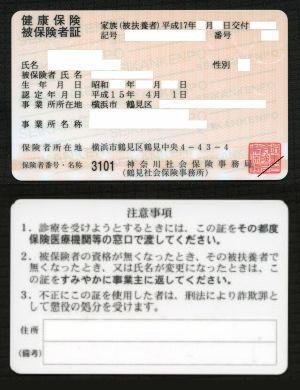
日本的健康保險卡

留日資格在1年以上，如果沒有加入其他健康保險，就必須加入國民健康保險。加入國民健康保險，需要在留卡等。保險費因收入、來日時間、居住地區等而異。但拿6個月的「就學」在留資格的人，根據辦理地的地方政府的規定不同，可能會要求提出記載有1年以上在學預定期間的在學證明書。而留學生另有加碼補助「留學生的醫療費補助」，想使用這個制度時，須事先向所屬大學的留學生課登錄申請，最低可以只有6％的負擔。

## 福利範圍

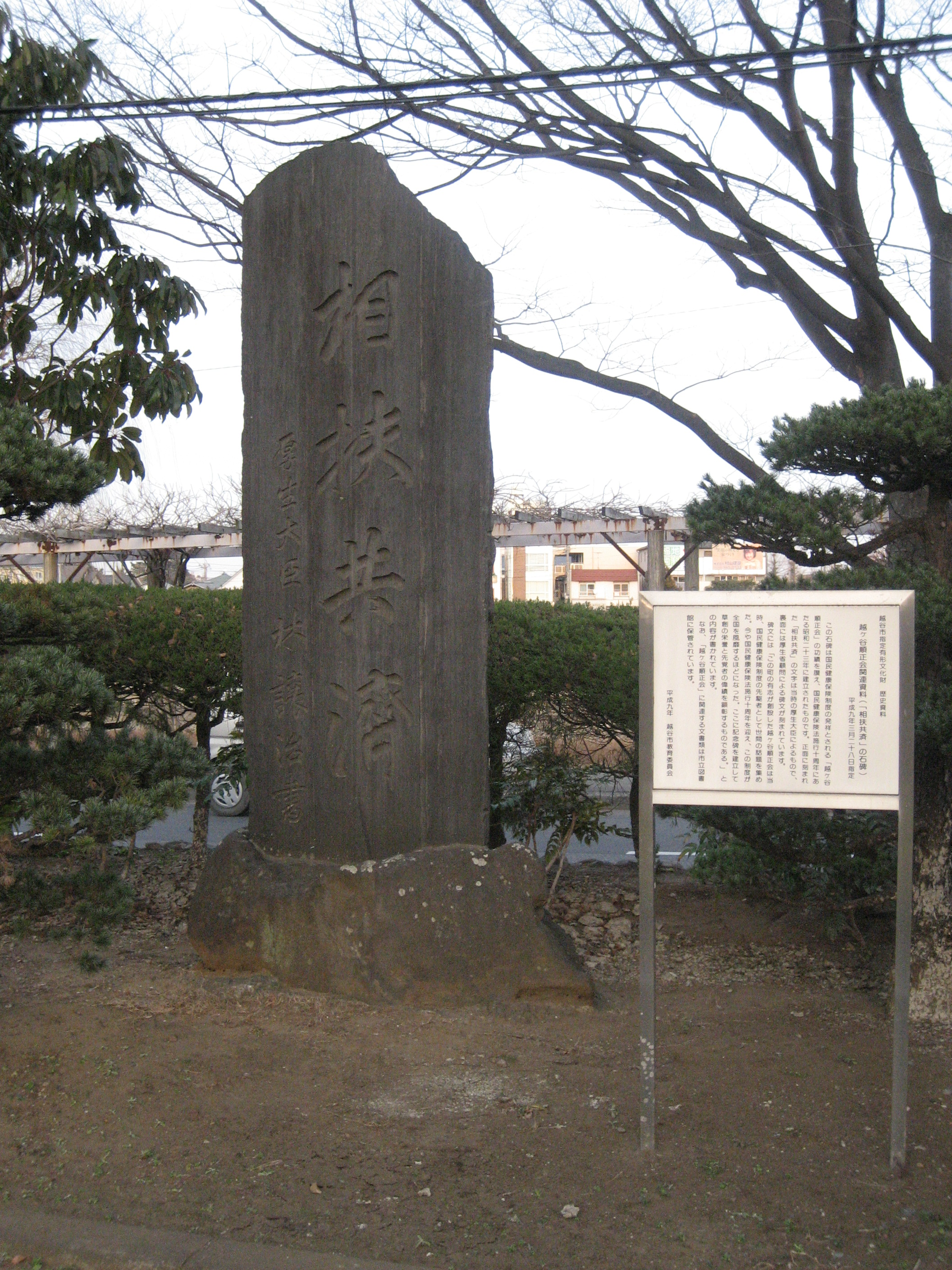
日本國民健康保險發源地紀念碑

在國民健康保險中，也有所需費用的全額必須由自己負擔的時候。如住進醫院的單人房等時的「差額床費」、使用在健康保險中沒有被承認的高額的特殊治療藥時及牙科需要裝金冠等的特殊治療。分娩、墮胎也是全額由自己負擔。
以下的情況，就算支付了全額醫療費，如果申請而經審查通過的話，診療費的70％可以退回來。
- 因突然事故受傷，在沒有國民健康保險資格的醫院接受了治療，或急病以及旅行中生病、受傷、忘記拿保險證接受治療時。
- 因病情嚴重的理由，醫生認為需要護理時的護理人員費用。
- 以醫生指示接受按摩、針灸等的治療，骨折及扭傷時接受接骨院的治療。
- 整形、矯正等的費用。
- 不能接受正常渠道所供給的營養而輸血的血費。
- 重症病人的入院、轉院等的移送費。

另有高額醫療費補助制度，同一人在同一家醫院支付醫療費的月負擔額，如果超過一定金額時（比如1999年度，在東京都是63,600日元，沒有支付住民稅的家庭是35,400日元）申請可享受高額醫療費補助的制度，即超過上述金額的部分可以退回來。以此避免醫療界的漫天喊價行為。

## 損害保險
關於健康保險無法受理的因事故等造成受傷及使他人受傷、物品的損害賠償，有傷害保險及個人賠償責任保險。
- 傷害保險 - 傷害保險是關於日常生活及交通事故、旅行中等造成受傷時的補償。
- 個人賠償責任保險 - 個人賠償責任保險是因本人的過失而使他人受傷、機器物品損壞時的補償。